# Айгыр-Джал
Айгыр-Джал (кирг. Айгыр-Жал) — село в Чаткальском районе Джалал-Абадской области Кыргызстана. Входит в состав Каныш-Кыянского айылного аймака.

## География
Село расположено в западной части области, на левом берегу реки Чаткал, на расстоянии приблизительно 1 километра (по прямой) к юго-западу от села Каныш-Кыя, административного центра района. Абсолютная высота — 1632 метра над уровнем моря.

## Население
Согласно оценочным данным Национального статистического комитета Кыргызской Республики, численность населения села на начало 2023 года составляла 2270 человек.
| год     | 2009 | 2014 | 2015 | 2020 | 2021 | 2023 |
| ------- | ---- | ---- | ---- | ---- | ---- | ---- |
| человек | 2864 | 3138 | 3131 | 3618 | 3629 | 2270 |